# Lasioglossum decolor
Lasioglossum decolor là một loài Hymenoptera trong họ Halictidae. Loài này được Pérez mô tả khoa học năm 1895.